# Podhoří (Troja)
Podhoří je osada na pravém břehu Vltavy v severní části Prahy, na katastrálním území Troja a v městské části Praha-Troja. Název pochází zřejmě z toho, že se místo nachází pod svahy (pod horou). Ve dvacátých letech minulého století měla osada něco přes 30 domovních čísel, od té doby se prakticky nerozrostla. Jediná zdejší pojmenovaná ulice se jmenuje V Podhoří (dříve Podhorská), nepočítáme-li příjezdovou komunikaci Pod Hrachovkou.

## Stavby
V Podhoří se nachází klasicistně-empírová kaple sv. Václava, kterou v roce 1865 nechal postavit tehdejší majitel Lysolají dr. Vrzák. V průčelí má kaple nápis „Bůh s námi 1865“, po straně je (či byl) umístěn obraz z 18. století „Ježíšek podává třešně sv. Anně“. Od 1. ledna 1987 je kaple chráněnou památkou (rejstříkové číslo 41427/1-2097), kolem roku 1998 byla přestavěna péčí Sdružení pro záchranu kaple sv. Václava. (Č. p. 264, č. o. 13 v ulici V Podhoří)
Registrovanou památkou je tzv. Podhořský zámeček neboli Štěrbův letohrádek, novorenesanční vila č.p. 284 z roku 1890 architekta Bohumila Štěrby. Do roku 2000 jej měla ve správě Pražská botanická zahrada, během té doby i poté zpustl a stal se zříceninou, později byl znovu zcela zrekonstruován.
Zajímavými stavbami jsou i novoklasicistní statky 268/5 a 270/3, novobarokní vila 275/12, novoklasicistní rodinné vily 277/16 a 266/18.
Vinné sklepy (octárna) č. p. 280/ č. o. 20, bývalé hospodářské stavení z počátku 20. století, bylo také v péči Pražské botanické zahrady. Kolem roku 2000 sloužil objekt umělcům.
Mezi Podhořím a Pražskou botanickou zahradou, poblíž přístaviště přívozu, stávala ještě v 50. letech 20. století usedlost Bosna s vycházkovým hostincem a domkářská kolonie. Postupně byly objekty likvidovány a nahrazovány smetištěm Pražské zoologické zahrady a staveništěm. Zachoval se pouze obytný dům č.p. 274 s kamenným pilířem chránícím jej z návodní strany.
Mezi konečnou autobusu a Vltavou se nyní nachází objekt patřící České zemědělské univerzitě.
Východně od osady se nalézá usedlost Sklenářka, starousedlíky často označovaná jako Katovna.

## Doprava a turistika

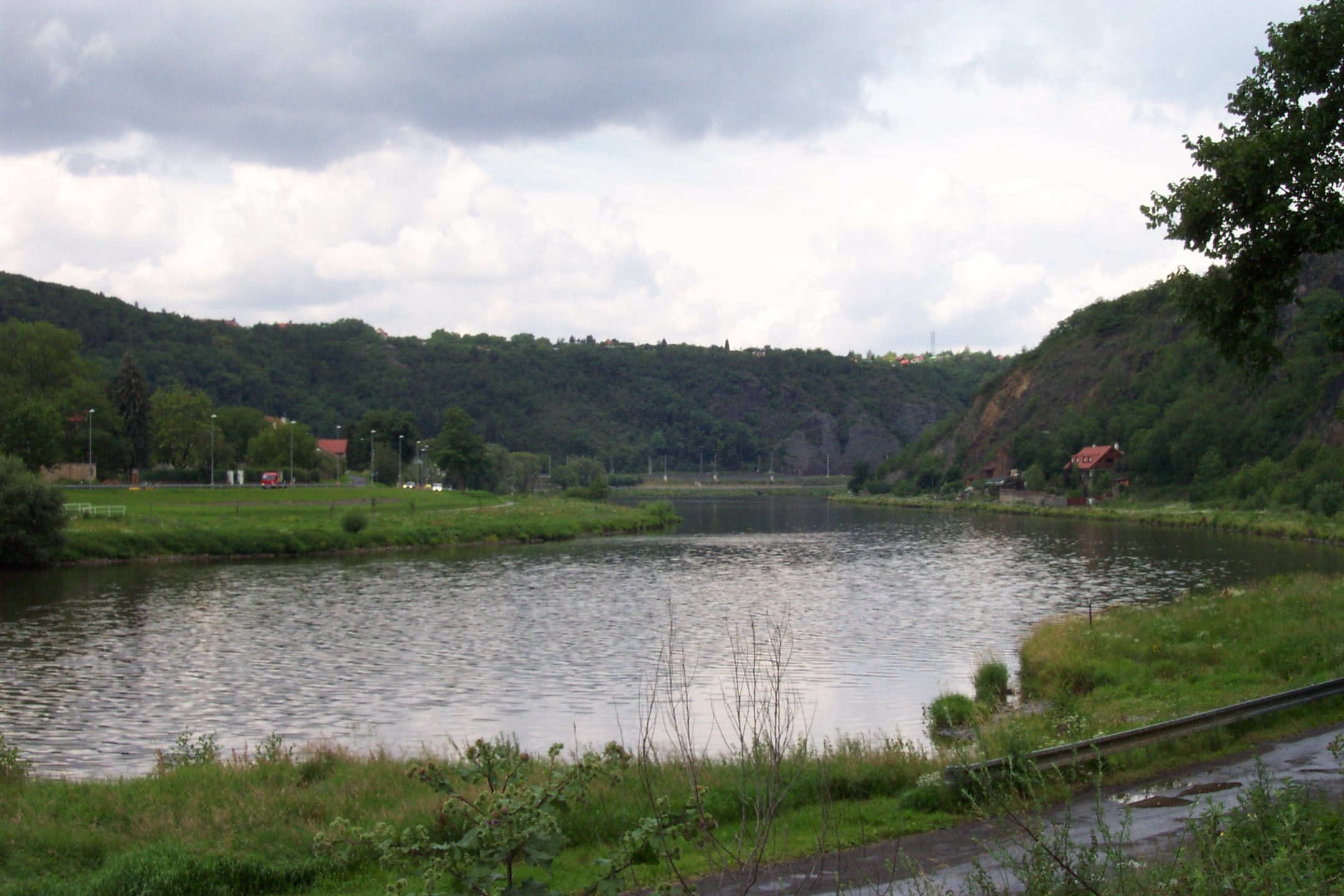
Vltava v oblasti Podhoří

Zajíždějí sem vybrané spoje autobusové linky 112, pokračující od Zoo Praha, a končí zde i další autobusová linka ze Zámků a Bohnic (linka 236). Přes Podhoří vede červeně značená turistická cesta č. 0005 podél Vltavy směrem do Klecánek. Ve stejném směru vede páteřní pražská pravobřežní cyklotrasa č. A 2 (ve starším číslování pouze č. 2). Od roku 2006 funguje z Podhoří přívoz do Podbaby.
V severní části na osadu navazuje přírodní rezervace Podhoří s Černou roklí, kterou protéká Podhořský potok.